# انرگوپراجکت
انرگوپراجکت (انگلیسی: Energoprojekt) شرکت هلدینگ ساخت‌وساز صربستانی است، که در سال ۱۹۵۱ تأسیس شد.